# لیدی جولیان
لیدی جولیان (به انگلیسی: Lady Juliana) یک کشتی با طول ۳۴  متر بود.